# Chery Tiggo 7
El Chery Tiggo 7 (en chino simplificado, 奇瑞瑞虎7; pinyin, Qíruì Ruìhǔ 7) es un SUV compacto del segmento C producido por el fabricante chino Chery. Se trata del cuarto modelo se la serie Tiggo, al haberse presentado su primera generación en abril de 2016. Su segunda generación fue presentada a finales de 2019.

## Segunda generación
Bajo la denominación interna T1E, se presentó al público el prototipo de la que acabaría siendo la segunda generación del Chery Tiggo 7, en la Exposición del Automóvil de Cantón de 2019. La versión ya lista para la venta al público llegó al mes siguiente, comenzando su comercialización en marzo de 2020. 

### Rediseño

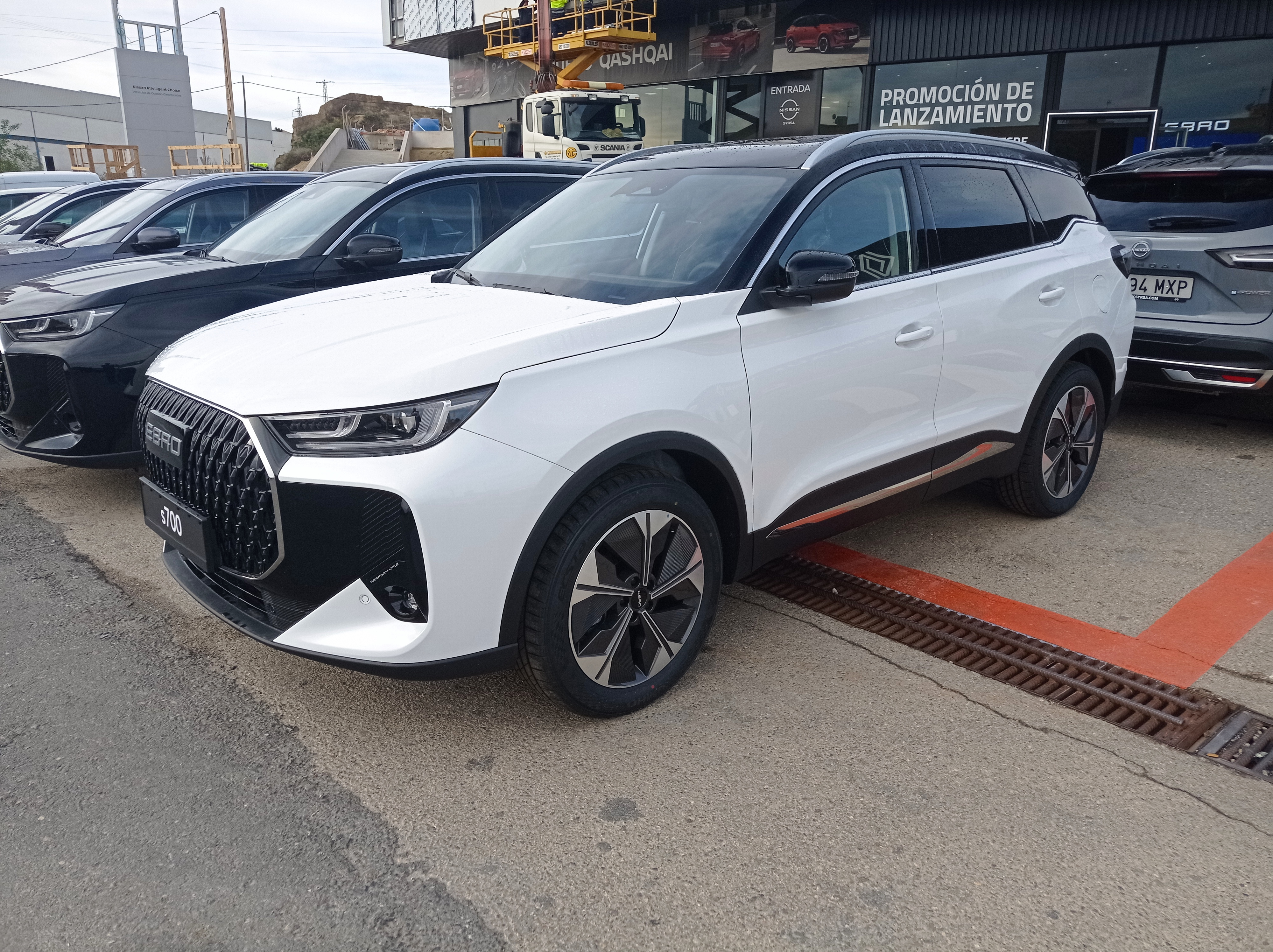
Ebro S700

El Tiggo 7 recibió un rediseño durante 2024, dirigido a las unidades de exportación y de fabricación subcontratada en el extranjero y que se fabricarían a partir de 2025, que fue presentado durante una feria de la empresa en Wuhu. Tomando el diseño exterior del modelo de 2023, se modifica el aspecto frontal y el paragolpes trasero, siendo presentado a la prensa internacional como Ebro S700 en Motortec Madrid.